# Föra

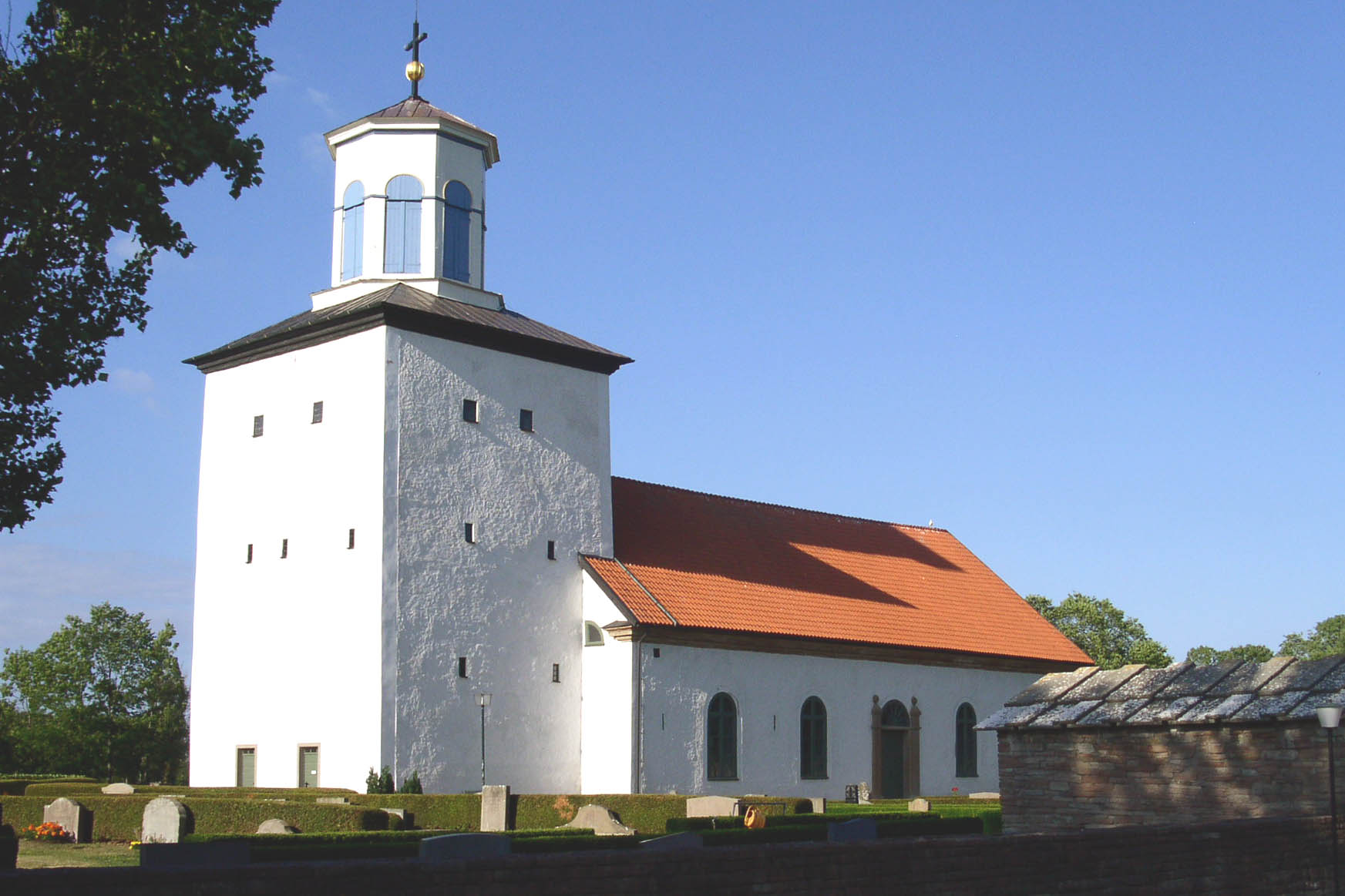
Kirche von Föra

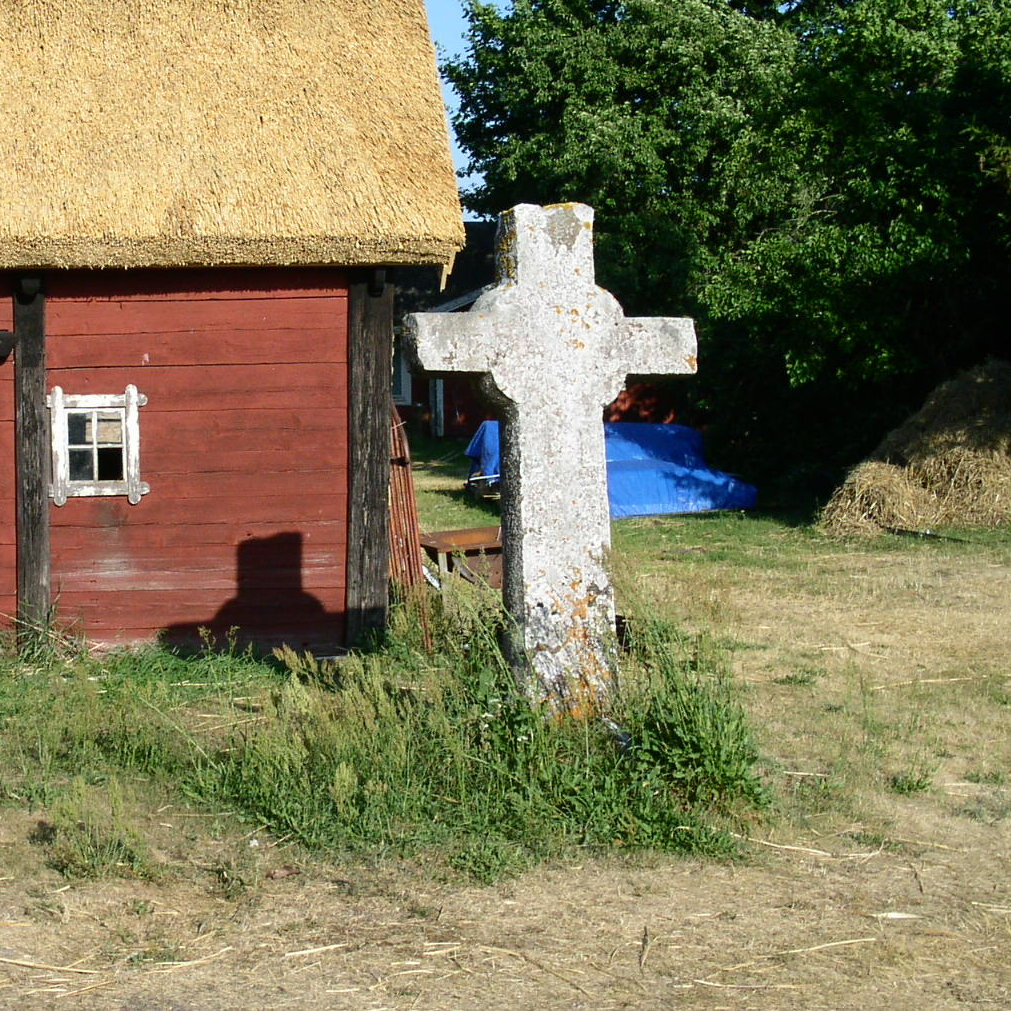
Sühnekreuz von Föra

Föra ist ein kleines Dorf (Kyrkby) in der schwedischen Provinz Kalmar län und der historischen Provinz Småland. Föra liegt auf der Insel Öland und gehört zur Gemeinde Borgholm.
Das weniger als 50 Einwohner (Stand 2005) zählende Dorf liegt am nördlichen Ende der entlang der Ostküste der Insel verlaufenden Landstraße, kurz bevor diese auf die westlich verlaufende Landstraße 136 trifft.
In Föra befindet sich die von einem Wehrturm aus dem 12. Jahrhundert dominierte Kirche von Föra. Die Kirche ist aufgrund ihrer erhaltenen mittelalterlichen Ausstattung bekannt. Ein steinernes Sühnekreuz südlich des Friedhofs aus dem 15. Jahrhundert erinnert an den 1431 ermordeten Priester Martin.